# Jacob Black
Jacob Black este un personaj fictiv ce apare în romanele Amurg, Luna nouă, Eclipsa, și Zori de zi, scrise de Stephenie Meyer.
Rolul său este minor în Amurg, devenind mai important o dată cu Luna nouă, atunci când dezvoltă o prietenie profundă cu protagonista Bella Swan, pe care o ajută să treacă de șocul produs de plecarea din oraș a iubitului ei, vampirul Edward Cullen. Tot în Luna nouă, Jacob suferă o transformare care îi îngăduie să devină lup atunci când dorește. Prietenia lui pentru Bella se transformă în dragoste, și, pe parcursul cărții Eclipsa el concurează cu Edward, reîntors în oraș, pentru a câștiga afecțiunea Bellei. Deși fata descoperă că îl iubește și pe el, ea nu poate renunța la Edward, lucru care îl determină pe Jacob să plece din oraș. El revine la nunta prietenei lui, și stă în preajmă atunci când aceasta e însărcinată, protejând-o de ceilalți vârcolaci, care văd în copilul ei nenăscut un pericol. După nașterea lui Renesmee, fiica Bellei, Jacob își găsește sufletul pereche în ea.

## Concept și creație
Conform autoarei, Jacob nu trebuia să fie inițial decât un personaj a cărui unică funcție să fie aceea de a-i dezvălui Bellei secretul lui Edward. Însă lui Meyer, agentului și editorului ei le-a plăcut personajul atât de mult încât s-a luat decizia ca în cartea următoare să îi fie acordat un rol mult mai important. Meyer vorbește despre personaj ca despre „cadoul favorit pe care mi l-a dăruit Luna nouă”, adăugând că „...nu i-am putut rezerva un rol minor... De la bun început, chiar de când Jacob a apărut puțin în capitolul șase al romanului Amurg, era atât de viu. Mi-a plăcut. Mai mult decât ar fi trebuit pentru o parte atât de mică.”

## Apariții

### Amurg
vezi articolul Amurg
Rolul lui Jacob în Amurg este limitat. El e fiul lui Billy Black, un prieten de-al lui Charlie, tatăl Bellei. Îi povestește Bellei despre legenda tribului Quileute, inducându-i astfel ideea că Edward Cullen și ai lui sunt vampiri.

### Luna nouă
vezi articolul Luna nouă
După luni de depresie neîntreruptă ca urmare a plecării lui Edward din oraș, Bella începe să își revină încetul cu încetul pe măsură ce petrece din ce în ce mai mult timp cu Jacob. Prietenia lor se clatină însă atunci când, ca urmare a prezenței vampirilor Laurent și Victoria în zonă, gena de vârcolac a lui Jacob se activează și el este nevoit să ascundă secretul transformării lui față de Bella. Într-una dintre patrulările obișnuite prin pădure, el și prietenii lui, toți în formă de lupi, o salvează pe Bella de la moarte, ucigându-l pe vampirul Laurent. După aceea, relația lui cu Bella reintră în normal.
În căutarea adrenalinei, și din dorința de a auzi vocea lui Edward, Bella se aruncă de pe o stâncă și aproape că se îneacă, însă Jacob îi salvează viața. După ce află că Edward o crede moartă și se îndreaptă către Italia, pentru a le cere vampirilor Volturi să îl omoare, Bella pornește împreună cu Alice, sora lui Edward, într-o cursă contra cronometru pentru a salva viața iubitului ei, lăsându-l pe Jacob rănit și furios în urmă. Atunci când familia Cullen se întoarce în oraș și Jacob află de faptul că Bella e decisă să devină vampir, el îl avertizează pe Edward că acest fapt ar însemna ruperea pactului pe care tribul Quileute și familia Cullen l-au făcut cu ani în urmă, și începutul războiului între vârcolaci și vampiri.

### Eclipsa
vezi articolul Eclipsa
Jacob refuză să răspundă la telefoanele Bellei și îi zădărnicește orice tentativă de a-l vedea, furios din cauza faptului că ea vrea să devină vampir. Mai târziu însă, el se întâlnește cu ea și cu Edward pentru a discuta întoarcerea Victoriei și îi mărturisește Bellei că îi simte lipsa și că ar vrea să fie din nou prietenul ei. Cu aprobarea lui Edward, ea începe să îl viziteze regulat pe Jacob. Într-una din aceste vizite, Jacob îi vorbește despre adevăratele sale sentimente față de ea, spunându-i că o iubește și că ar vrea ca ea să îl aleagă pe el în defavoarea lui Edward, după care o sărută forțat. Supărată, Bella îl lovește și își rupe mâna.
Pentru a o înfrânge pe Victoria și pe vampirii nou-născuți creați de ea, vârcolacii se aliază cu familia Cullen. Chiar înaintea bătăliei, Jacob îi aude pe Bella și pe Edward discutând despre logodna lor și o amenință pe fată cu sinuciderea. Într-o încercare disperată de a-l opri, Bella îi cere să o sărute. Ulterior, ea descoperă că sentimentele ei față de Jacob sunt mai profunde decât credea, și că este îndrăgostită de el, însă își dă seama ca această dragoste nu e suficientă pentru a o determina să îl părăsească pe Edward. După ce Bella îi aduce la cunoștință hotărârea ei, Jacob fuge din Forks sub formă de lup, pentru a-și uita durerea.

### Zori de zi
vezi articolul Zori de zi
Jacob se întoarce după o absență lungă pentru a asista la nunta Bellei și a lui Edward, și, deși încă rănit, îi spune Bellei că vrea doar ca ea să fie fericită. Atunci când Bella îi spune din greșeală că plănuiește să facă dragoste cu Edward înainte de transformarea ei în vampir, Jacob se înfurie îngrozitor, știind că forța lui Edward ar putea să o ucidă.
După ce Edward și Bella se întorc din luna de miere, Jacob află că ea este însărcinată, și că sarcina a adus-o într-o stare îngrozitoare de epuizare. Vârcolacii, văzând în copilul nenăscut al Bellei o amenințare, iau decizia să atace familia Cullen și să omoare atât pe Bella cât și pe copil. Simțind că așa ceva ar fi nedrept, Jacob se opune deciziei luate de Sam, liderul grupului, și, invocându-și dreptul de Alpha, se retrage din haită. El este însoțit de frații Leah și Seth Clearwater, și toți trei ajută familia Cullen să o protejeze pe Bella.
După nașterea fiicei Bellei, Renesmee, Jacob își găsește în ea sufletul pereche. El devine extrem de protector față de fetiță, pe care o poreclește Nessie. Pe măsură ce fata crește, ei devin extrem de apropiați, Jacob comportându-se ca un frate mai mare față de ea. El devine parte din familia Cullen, și vechea dușmănie dintre el, Edward, și ceilalți membri ai familiei este uitată; el și Edward ajung să se vadă ca niște frați.

## Descriere

### Descriere fizică
Jacob are pielea de culoare arămiu închis, păr negru și ochi întunecați. În Amurg el e descris drept un băiat de cincisprezece ani, slab, ce își ține părul legat într-o coadă de cal și care de abia dacă e mai înalt decât Bella. În Luna nouă, după ce află că e vârcolac, el își taie părul, pentru a nu-l stânjeni atunci când se transformă în lup (îl lasă să crească mai târziu, fiind de părere că Bella îl preferă lung). Tot atunci, constituția corpului i se schimbă în mod accelerat - devine solid, musculos și crește brusc. E descris adesea de Bella ca fiind frumos. Tinde să poarte blugi tăiați, întrucât hainele i se strică atunci când se transformă în lup. Ca lup, blana sa e de culoare maron-roșcat.

### Descrierea personalității. Abilități
Bella vorbește despre Jacob ca despre o „persoană fericită” care extinde această stare de bine și asupra persoanelor din jur. Ulterior, în Luna nouă, el apare drept vesel și gata de aventură, dar și temperamental.
Jacob e capabil să se transforme când dorește într-un lup gigantic. Temperatura corpului său e mai mare ca a unui om, atingând aproximativ 42.7 °C, ceea ce îi permite să îndure vremea foarte rece. Trupul i se vindecă foarte repede și poate comunica telepatic cu ceilalți membri ai haitei atunci când e în formă de lup, și din punct de vedere fizic e mai rapid și mai puternic. 
Vârcolacii nu îmbătrânesc dacă se transformă regulat, iar trupul lui Jacob e cel al unui tânăr de 25 de ani. O altă caracteristică a vârcolacilor e că se pot întipări — o metodă de a-și găsi sufletul pereche — în cineva, iar dacă persoana respectivă nu e încă suficient de matură pentru a fi partenerul lor, ei se comportă față de ea ca față de o rudă apropiată. Jacob se întipărește în Renesmee, fiica lui Edward și a Bellei, și se comportă față de ea ca și cum i-ar fi frate mai mare.

## Filmul
În filmul Amurg, Jacob e interpretat de Taylor Lautner. Din pricina schimbărilor fizice majore pe care le suferă Jacob în Luna nouă, regizorul Chris Weitz a luat în calcul înlocuirea lui Lautner cu un actor care ar putea înfățișa mai adecvat personajul. În încercarea de a-și păstra rolul, Lautner a spus că lucrează la sala de forță încă de când s-au terminat filmările pentru Amurg și că garantează că va ajunge la o greutate corespunzătoare până la data începerii filmărilor pentru Luna nouă. În ianuarie 2009, Weitz a anunțat că Lautner va continua să interpreteze rolul lui Jacob în Luna nouă, decizie primită cu bucurie și de Meyer. Lautner l-a interpretat pe Jacob și în adaptarea cinematografică a cărții Eclipsa.